# Enizemum nepalense
Enizemum nepalense là một loài tò vò trong họ Ichneumonidae.